# Golče
Golče – wieś w Słowenii, w gminie Zagorje ob Savi. W 2018 roku liczyła 40 mieszkańców.